# Basil Bernstein
Basil Bernstein (ur. 1 listopada 1924, zm. 24 września 2000) – brytyjski socjolog i teoretyk nauczania.
Był synem żydowskich imigrantów. Wychowywał się w londyńskim East Endzie. Po wybuchu II wojny światowej zaciągnął się jako ochotnik do RAFu i służył jako bombardier w Afryce. W 1947 rozpoczął studia na London School of Economics. Wkrótce zajął się socjologią. Od 1967 był profesorem Uniwersytetu w Londynie. Wydał monografię Class, Codes and Control (t. 1–3 1971–75). W Polsce ukazał się wybór Odtwarzanie kultury (1990).
Teorię Basila Bernsteina omówiła na gruncie polskim Joanna Bielecka-Prus. Uczony twierdził, że kluczowym elementem w doborze społecznym jednostki jest wyniesiony z domu kod językowy, ograniczony lub rozwinięty. Przez instytucje szkolne preferowany jest ten drugi, natomiast dzieci posługujące się językiem prostym są eliminowane z dalszej edukacji. Taka sytuacja prowadzi do niemożności zmiany miejsca w hierarchii społecznej.